# دور الرجل أثناء الولادة

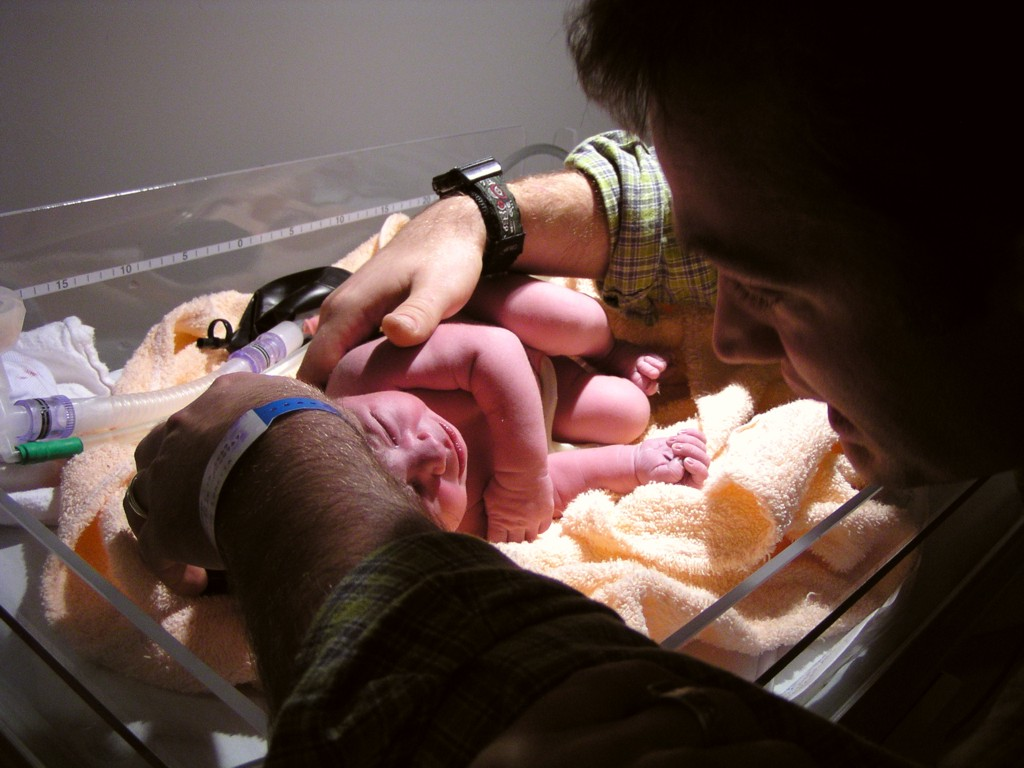
يشارك بعض الآباء بشكل كامل خلال ولادة أبنائهم

يشارك بعض الآباء بشكل كامل خلال ولادة أبنائهم، حيث أصبح دور الرجال في الولادة في العالم الغربي أكثر تشاركية وفعالية مما كان عليه في الماضي، حيث تريد الكثير من النساء الغربيات من شركائهن الذكور تقديم مساعدة ومشاركة فعّالة أثناء الحمل والولادة.

## خلفية تاريخية

### الولايات المتحدة الأمريكية
في آواخر عقود القرن التاسع عشر، ساعدت ممرضة قابلة مُعتمدة ذات خبرة و كانت تُعد على دراية بعملية الولادة، في ولادة أحد الأطفال. جرت الولادة عادة في المنزل، وكان ذلك يُعد مناسبة بالنسبة للإناث. لقد حان الوقت لكي يأتي الأصدقاء والأقارب من الإناث إلى المنزل لرعاية الأم، وأهل بيتها، وطمأنتها ومساعدتها. لم يُعد الميلاد حدثًا خاصًا، بل حدثًا اجتماعيًا من شأنه أيضًا أن ينشئ رابطًا قويًا بين المشاركين والحاضرين الداعمين.